# St. George Records
St. George Records is een Amerikaans platenlabel, waarop blues,  rockabilly, doo-wop en gospel uitkomt.
Het werd in 1983 opgericht door platenproducer en platenbaas George Paulus, tevens eigenaar van Barrelhouse Records en Negro Rhythm Records. Het label is gevestigd in Downers Grove, Illinois.
Anvankelijk bracht het label naoorlogse blues opnieuw uit, van artiesten als Little Walter, Jimmy Rogers, Johnny Young en Sleepy John Estes. Sinds de jaren negentig specialiseert het label zich in het opnemen en uitgeven van hedendaagse musici. Enkele namen:  Little Mack Simmons, Tail Dragger, Andre Williams, Warren Storm en Sonny Burgess.